# تنبیه‌الامه و تنزیه‌المله
تنبیه‌الامة و تنزیه‌الملة رساله‌ای سیاسی از محمدحسین نائینی در محدودهٔ نظریهٔ شیعی حکومت جور در دورهٔ غیبت و در دفاع از حکومت انتخابی و مخالفت با سلطنت مطلقه و حکومت استبدادی است که آن را در ربیع‌الاول ۱۳۲۷ ق. (پس از به توپ بستن مجلس شورای ملی و پیش از فتح تهران توسط مشروطه‌خواهان) نوشت و در همان سال در بغداد به چاپ رساند
این کتاب مورد تأیید محمدکاظم خراسانی و عبدالله مازندرانی دو فقیه معروف آن زمان نیز قرار گرفت.
عنوان کامل کتاب را «تنبیه‌الامة و تنزیه‌الملة فی لزوم المشروطیة الدولة المنتخبة لتقلیل الظلم علی أفراد الأمة و ترقیةالمجتمع» نیز ثبت کرده‌اند.

## موضوع
کتاب به گفته نگارنده «در تشریح حقیقت استبداد و مشروطیت دولت و تحقیق قانون اساسی و مجلس شورای ملی و توضیح معنی حریت و مساوات است» او استبداد را به دو نوع استبداد سیاسی و استبداد دینی تقسیم کرده و از میان بردن استبداد دینی را بسیار دشوارتر می‌داند.
استبداد را به سیاسی و دینی منقسم و هر دو را مرتبط به هم و حافظ یکدیگر و با هم تؤام دانسته‌اند و قلع این شجره خبیثه و تخلص از این رقیت خسیسه -که وسیله آن فقط به التفات و تنبه ملت منحصر است- در قسم اول اسهل و در قسم دوم در غایت صعوبت و بالتبع موجب صعوبت علاج قسم اول هم خواهد بود.
نائینی در این کتاب مخالفت اسلام با کسب دانش را رد کرده و مشروعیت حکومت در زمان غیبت را منوط به تدوین قانون اساسی، تشکیل مجلس شورای ملی و نظارت مجتهدین بر قوانین مجلس می‌داند. برای این امر، او در این کتاب نظریه ای را مطرح می‌کند که بعدها به منطقهٔ فراغِ شرع را معروف می‌شود.
در تفسیر آیه «واَمرهم شُوری بَینهم» و در توضیح حکومت ولایتیه که نائینی آن را به صدر اسلام ارجاع می‌دهد، او معتقد است که این الزام مشورت که در قرآن آمده و در سنت اجرا شده، تعارف نبوده و پیامبر و امام معصوم باید در حکومت مشورت کنند و نظر دیگران را در حاکمیت دخالت دهند تا حکومتشان در صورت و سیرت به استبداد شبیه نشود. در واقع حکومت معصوم هم بی مشورت با مردم استبدادی است.
نائینی مشروطه را بیدارباشی می‌داند و تحفه ای که از غرب آمده و حالا بسیاری از روحانیان که درگیر استبداد دینی شده‌اند سعی می‌کنند تا آن را ضد حکومت اسلام و امام زمان جلوه دهند. او اشکال کار را در دور دست‌های تاریخ می‌داند از وقتی بنی امیه و معاویه بنای سلطنت استبدادی را نهادند و علمای درباری به توجیه قصر و کاخ سبز معاویه پرداختند و بعدها با تداوم سلطنتِ استبدادی و عادت شدن این نوع حکمرانی و همراهی روحانیان، اینگونه به نظر رسید که اسلام و حکمرانی همین است و آنچه در دوره کوتاه صدر اسلام مشاهده شد به فراموشی رفت. از نظر او کار به جایی رسید که علمای شیعه، شاه را با معصوم اشتباه گرفتند و هر اعتراضی به شاه مستبد را محاربه با امام زمان دانستند. نائینی در اینباره از نامه‌های برخی آخوندها و ردیف کردن آیات و روایات برای علمای نجف می‌گوید و اینکه چگونه آنها می‌خواستند از مراجع حکم تکفیر مشروطه خواهان را بگیرند.
میثم ابناوی به مقایسهٔ تنبیه‌الامه و تنزیه‌المله نایینی با طبایع الاستبداد عبدالرحمن کواکبی پرداخته است. ابناوی ضمن مقایسه دو اثر، در نتیجه مقاله اش چنین می‌نگارد: بررسی دو کتاب نشان می‌دهد که تنبیه الامّة بر خلاف طبایع الاستبداد، دارای سبک خاصی است. قواعد اصولی و فقهی شیعه در آن به کار رفته است؛ منابع آن قرآن، احادیث نبوی، خطبه‌ها و نامه‌های امام علی علیه السلام، برخی از خطبه‌های حسین علیه السلام، سنَّت امامان معصوم، دیدگاه‌های حکیمان مسلمان مانند خواجه نصیر طوسی و گاه اندیشه‌های سیاسی ایران باستان است. جهت‌گیری آن مبتنی بر نگرش شیعی است و بسیار بدیعتر و منظمتر از طبایع الاستبداد است.

## جمع‌آوری کتاب
شایعه جمع‌آوری کتاب به دستور مؤلف در منابع متعددی نقل شده است. با این حال صحت و چگونگی آن به درستی مشخص نیست و دلایل متفاوتی نیز در مورد آن نقل شده و برخی نیز آن را به مخالفان مشروطه نسبت داده‌اند. یکی از فرزندان نائینی در دهه ۷۰ شمسی این موضوع را به شدت تکذیب کرده و اظهار کرده که این داستان را در ایران شنیده است.
از انگیزه‌هایی که برای صدور فرمان جمع‌آوری کتاب آورده‌اند اینست که آن را با مقام و موقعیت خود در عرصه مرجعیت منافی می‌دید یا اینکه با وجود این کتاب به عنوان یک شخصیت سیاسی و نه یک شخصیت دینی شهرت پیدا می‌کرد.
البته چاپ دوم این اثر یک‌سال بعد از انتشار چاپ اول در تهران و در کارخانه مشهدی خداداد باسمه‌چی انجام شد.

## انتشار و ترجمه
سید محمود طالقانی و داود فیرحی به ترتیب در سال‌های ۱۳۳۴ و ۱۳۹۴ این رساله را تصحیح و چاپ کرده‌اند.
تنبیه الامه چند بار به عربی نیز ترجمه شده است:
- ۱۴۱۰ (قمری) توسط محمدسعید الطریحی در مجله الموسم در لبنان و در پایان کتاب ضد الاستبداد توفیق السیف، چاپ ۱۹۹۹ در بیروت
- ۱۴۱۹ (قمری) توسط عبدالکریم آل نجف در قم

## فهرست[۹]
تنبیه الامه در یک دیباچه، پنج فصل و یک خاتمه نوشته شده است.
- دیباچه
- فصل نخست: اصل حکومت دینی و عقلی مشروطه است
  - حکومت غیراستبدادی و محدود یا حکومت عقلی و شرعی
  - مشورت اساس حکومت شرعی و عقلی
  - معاویه بنیان‌گذار استبداد در اسلام
  - عصمت شیعی و بیعت سنی مبنای محدودیت اسلام
- فصل دوم: ادلهٔ وجوب محدود کردن سلطنت
- فصل سوم: در لزوم تشکیل حکومت مشروطه
- فصل چهارم: شبهات مخالفین مشروطه
- فصل پنجم: شرایط و وظایف نمایندگان مجلس
- خاتمه